# Прогрессивный паралич
Прогресси́вный парали́ч, паралити́ческая деме́нция, паралити́ческое слабоу́мие или боле́знь Бе́йля — психоорганическое заболевание сифилитического происхождения, характеризующееся прогредиентным нарушением психической деятельности с формированием стойкого дефекта вплоть до деменции в сочетании с неврологическими и соматическими расстройствами. Впервые был описан французским психиатром А. Л. Бейлем в 1822 году:26. Термин «прогрессивный паралич» предложен Delane. Впервые возможность сифилитического поражения мозговых оболочек и вещества головного мозга была выявлена Lalleman’ом в 1834 году при вскрытии умершего от сифилиса больного. Доказательством сифилитической природы болезни явилось обнаружение бледной трепонемы в коре мозга больных прогрессивным параличом Пятницким в 1911 году и американским учёным японского происхождения Х. Ногути в 1913 году. Прогрессивный паралич возникает с пиком заболеваемости в 10—12 лет после инфицирования у 1—5 % заболевших сифилисом:398, поэтому в зрелом возрасте (30—50 лет) ≈ вдвое чаще у мужчин, и протекает более злокачественно, чем сифилис мозга, приводя к тяжёлым малообратимым последствиям.
При нейросифилисе выделяются прогрессивный паралич (при первичном поражении головного мозга) и сифилис мозга (при первичном поражении сосудов и оболочек мозга) в качестве отдельных нозоологических форм:394. Прогрессивный паралич и сифилис мозга отличаются по клинической картине, по времени начала заболевания, а также по характеру и локализации патологического процесса:394.
До применения пенициллина больные с прогрессивным параличом составляли от 5 до 10 % от всех больных психиатрических стационаров и единственным терапевтически эффективным средством лечения была маляриятерапия. За разработку этой терапии Вагнер-Яурегг в 1927 году получил Нобелевскую премию по физиологии и медицине.

## Стадии прогрессивного паралича
В течение прогрессивного паралича различают три стадии: инициальную, стадию развития болезни и стадию деменции.
Инициальная стадия, как и при сифилисе мозга, носит название неврастенической стадии, или стадии предвестников, и характеризуется появлением быстрой утомляемости и истощаемости, общей мышечной слабости, повышенной раздражительностью, сменяющейся апатией. Со временем более отчётливыми представляются изменения личности с утратой свойственных больному этических норм поведения, теряются такт, чувство стыдливости, снижается критика к своему поведению. К этому периоду относятся нарастание сонливости в дневное время и появление бессонницы ночью; больные утрачивают аппетит или у них появляется чрезмерная прожорливость. На фоне признаков неврастении обнаруживаются и наиболее типичные для прогрессивного паралича симптомы — утрата заботы о семье, исчезновение чуткости к близким, расточительность, неряшливость, потеря стыдливости, непроизвольное, неуместное употребление нецензурных, циничных, непристойных выражений с полной утратой критики. В последующем быстро присоединяются и нарастают вялость, безучастие к окружающему со слабодушием, сентиментальностью, пассивностью (существовала точка зрения, что все эти расстройства связаны с аффективными нарушениями). В дальнейшем нарастает падение трудоспособности: больные в привычной для них работе начинают совершать грубые ошибки, которые со временем перестают замечать из-за потери внимания и критичности.
В нейростатусе на этой стадии обнаруживаются преходящая неравномерность зрачков, парезы глазных мышц, тремор, неравномерность сухожильных рефлексов, дискоординация движений, неуверенность походки. Речь становится монотонной, заторможенной или, напротив, необоснованно торопливой.
В крови реакция Вассермана чаще слабоположительная или отрицательная. При исследовании СМЖ реакции Вассермана, Нонне-Апельта, Панди резкоположительны, выявляются цитоз (20 — 30 клеток), увеличение содержания белка. РИТ и РИФ во всех разведениях резко положительны.
В периоде расцвета — во второй стадии болезни — наряду с нарастающим слабоумием, снижением памяти и слабостью мыслительного процесса возникают бредовые идеи, повышение настроения с грубой сексуальной распущенностью. Критика к состоянию у таких больных отсутствует и наблюдается анозогнозия. Иногда развивается депрессия с суицидальными тенденциями, нигилистическим бредом.
На заключительном (третьем) этапе, называемом также марантической стадией, наблюдается тотальный распад психической деятельности, полная беспомощность и физический маразм:398.

## Формы прогрессивного паралича
Каждая из них отличается преобладанием в клинической картине тех или иных расстройств из описанных выше. Многие формы прогрессивного паралича представляют собой фазы развития болезни, отражая вместе с тем глубину поражения психической деятельности в данный момент болезненного процесса и обозначая темп его развития.
- Простая, или дементная, форма составляет до 70 % случаев прогрессивного паралича в настоящее время. Характеризуется постепенным нарастанием паралитического слабоумия с беспечностью, утратой такта и высших этических норм поведения, критики, равнодушием и безразличием к окружающему, снижением памяти, проявляются признаки умственной недостаточности. Приобретение новых навыков становится невозможным. Указанные нарушения появляются на фоне полного безразличия или благодушного отношения к окружающему и нелепыми поступками. Больной покупает сразу четыре зонтика, не ориентируется в своём городе. Больная приносит в карманах два килограмма окурков. Другая больная, кухарка, наливает в салат керосин, добавляет в суп сахар. Иногда появляется лёгкое возбуждение. Больные встают ночью, затевают нелепые прогулки, допускают гедонические излишества, не обращая внимания на традиции и обычаи. Однако профессиональные навыки при этой форме сохраняются относительно долго. Позже присоединяются головокружения, обмороки, возникают апоплектиформные и эпилептиформные эпиприпадки. Апоплектиформные припадки сопровождаются развитием моно- и гемипарезов, расстройствами речи; эпилептиформные отличаются абортивностью и нередко напоминают джексоновские. Со временем больной теряет способность осмысливать самые простые вещи, забывает текущие события.
- Стационарный паралич характеризуется медленным течением с ремиссиями, которые обычно возникают при своевременно начатой терапии.
- Экспансивная (маниакальная) форма считается классической. Характеризуется резким повышением настроения с возникновением на фоне тотальной деменции нелепых бредовых идей величия. В частности, больные уверяют, что они являются властелинами Галактики, повелителями стратосферы, что имеют миллионные богатства, тысячи жилых комнат и автомашин, что не мешает им «стрелять» сигареты у соседей по палате. На фоне эйфоричного настроения у них эпизодически могут возникать кратковременные вспышки гнева, сменяющиеся «царским» благодушием. Неадекватным ситуации становится поведение, когда больные совершают легкомысленные, часто нелепые поступки; проявляют склонность к двусмысленным плоским шуткам. Не только врачам, но и окружающим пациента бросаются в глаза благодушие, эйфория, беззаботность, неоправданная радость, как правило, сопровождающаяся нелепым бредом величия и богатства (вначале он может быть нестойким). Клиника экспансивного паралича характерна настолько, что в обществе было принято соотносить бред величия с глобальными построениями — мегаломанию — конкретно с прогрессивным параличом. «Послушайте, Гарин, а у вас сифилиса не было?» — спрашивает Шельга инженера Гарина, описывающего ему свои грандиозные замыслы в романе «Гиперболоид инженера Гарина» у А. Толстого. Больной Ги де Мопассан, уже пребывая на грани нищеты, утверждал, что получил наследство от Ротшильдов, что он — самый богатый в мире человек, в то же время не стесняясь просить на пропитание. Как пишет Э. Блейлер, «…больной не просто Бог, он — верховный бог, корабли, размером каждый с Женевское озеро, везут ему из Индии тысячи миллионов бриллиантов… он изобретает велосипед, на котором можно в три минуты объехать кругом земного шара.»
- При депрессивной форме отмечаются снижение фона настроения, слезливость, ипохондрические высказывания, нелепые бредовые идеи самообвинения тоже мегамасштаба. Больные обвиняют себя в проступках, приводящих к гибели Земли, всей Вселенной. Иногда выделяется депрессивно-ипохондрическая форма с преобладанием ипохондрического бреда с синдромом Котара на фоне пониженного настроения со слезливостью. Депрессия, тоска могут привести больного к суициду.
- Циркулярная форма объединяет две предыдущие и проявляется сменой маниакальных и депрессивных состояний. В маниях обращает на себя внимание вялость с эйфорическим оттенком и бездеятельностью, в депрессиях — угрюмо-мрачное настроение, сменяющееся дисфорией. Считается характерной для циклотимиков.
- Ажитированная форма характеризуется резко выраженным двигательным возбуждением со склонностью к разрушительным тенденциям, агрессией, зрительными и слуховыми галлюцинациями и иллюзиями. Речь бессвязная, сознание помрачено по типу сумерек. Больные кричат, ломают вещи, размахивают руками, прыгают, раздеваются, произносят циничные фразы. Позднее присоединяются судорожные движения, скрежетание зубами, и, впоследствии, предсмертное перебирание руками. При данной форме в течение нескольких недель наступает истощение, при очередном припадке наступает смерть. В менее тяжелых случаях болезнь в данной форме тянется месяцами.
- Галопирующая форма отличается крайне неблагоприятным быстрым течением и сопровождается резко выраженным двигательным возбуждением, бессвязным бредом, эпилептиформными или, реже, апоплектиформными припадками, вегетативными и трофическими нарушениями, нарастающим истощением и летальным исходом. При преобладании припадков иногда выделяют эпилептиформный паралич, также, как правило, протекающий неблагоприятно. «Солидный пекарь около 52 лет несколько легкомыслен, потерял приличное состояние на спекуляциях и изобретениях. Однажды вдруг стал беспокойным, стал бегать из дома, хотя каждый раз находил какой-нибудь повод к этому — не хотел больше топить свою печь и т. п. Несколько месяцев спустя внезапно наступил галлюцинаторный приступ; голоса приказали раздеться донага, съесть только три глотка, отрезать себе три пальца. В клинике делает всё наоборот, льёт суп из тарелки в таз и из таза в тарелку, пока всё не падает на пол; стучит в двери день и ночь, рвёт вещи, прыгает, пытается избивать персонал, не узнаёт окружающей обстановки. Фиксировать его внимание не удаётся. Речь совершенно спутана. Кроме того, у больного имеются неврологические симптомы прогрессивного паралича. Через 8 дней больной совершенно истощается и его удаётся держать в постели (вначале со снотворными), хотя он всё ещё суетлив. Затем движения делаются бессильными и беспорядочными; через 8 дней он умирает от истощения.» (по Э. Блейлеру) Данные формы[какие?] более характерны, в основном, для лиц возбудимого круга.
- Галлюцинаторно-параноидная форма складывается из истинных и (больше) псевдогаллюцинаций, малосистематизированных нелепых персекуторных идей — преследования, воздействия; кататонических расстройств. Возникает у лиц с шизоидными чертами.
- Кататоническая форма характеризуется развитием кататонического ступора или возбуждения. Прогностически неблагоприятна.
- Старческий прогрессивный паралич развивается у лиц старше 60 лет и отличается длительным (до 40 лет) латентным периодом. Картину болезни в этих случаях довольно трудно отличить от сенильного слабоумия. Возможно развитие корсаковского синдрома с нарастающими расстройствами памяти, конфабуляциями и бредом величия.
- В случаях, когда преобладает очаговая симптоматика, характерная для преимущественной локализации процесса в задних отделах мозга — апраксия, агнозия и иные подобные симптомы с медленным прогрессированием деменции — выделяют паралич Лиссауэра.
- При врождённом сифилисе может развиваться детский и юношеский паралич. Ему часто предшествуют явления задержки умственного развития, позднее присоединяется экспансивный бред инфантильного содержания. Характерно наличие патогномоничных для Lues congenita соматических признаков — саблевидных голеней, люэтического аортита, триады Гетчинсона, включающей паренхиматозный кератит, лабиринтит с глухотой и зубы Гетчинсона — центральные верхние резцы, имеющие форму бочонка, суженные к режущему краю, с характерной вогнутостью его и слегка развёрнутые внутрь.
- Табопаралич представляет собой сочетание прогрессивного паралича со спинной сухоткой. В этом случае кроме симптоматики, присущей прогрессирующему параличу, развиваются симптомы табеса — полное исчезновение коленных и ахилловых рефлексов, нарушение чувствительности и др. Реже наблюдаются депрессии с нигилистическим бредом, достигающим степени синдрома Котара. Обращает на себя внимание характерное для табеса нарушение походки больного: вначале она становится неловкой, в дальнейшем разболтанной и неустойчивой. Развиваются табетические вегетативно-соматические нарушения, периферические трофические расстройства: одни больные худеют, другие полнеют, появляется одутловатость лица, изменяется тургор кожи; на этом фоне легко развиваются различные интеркуррентные заболевания. Возникают осложнения: абсцессы, фурункулы, повышенная ломкость костей и т. п. При аппаратном обследовании выявляются дистрофические изменения всех внутренних органов с полиорганной недостаточностью. КСР крови в этих случаях всегда положительный. В цереброспинальной жидкости реакция Вассермана и другие серологические реакции резко положительны, реакция Ланге паралитического типа (665543210).
- Стадия деменции (слабоумия) характеризуется резко выраженным слабоумием со снижением критики, ослаблением суждений и наличием нелепых умозаключений в сочетании с эйфорией, временами сменяющейся апатией, а затем и постоянной аспонтанностью. Больные полностью теряют интерес к окружающему, не могут обслужить себя, не отвечают на вопросы. В редких (в настоящее время) случаях развивается маразм с расстройствами акта глотания, непроизвольными мочеиспусканием и дефекацией.

## Неврологическая симптоматика

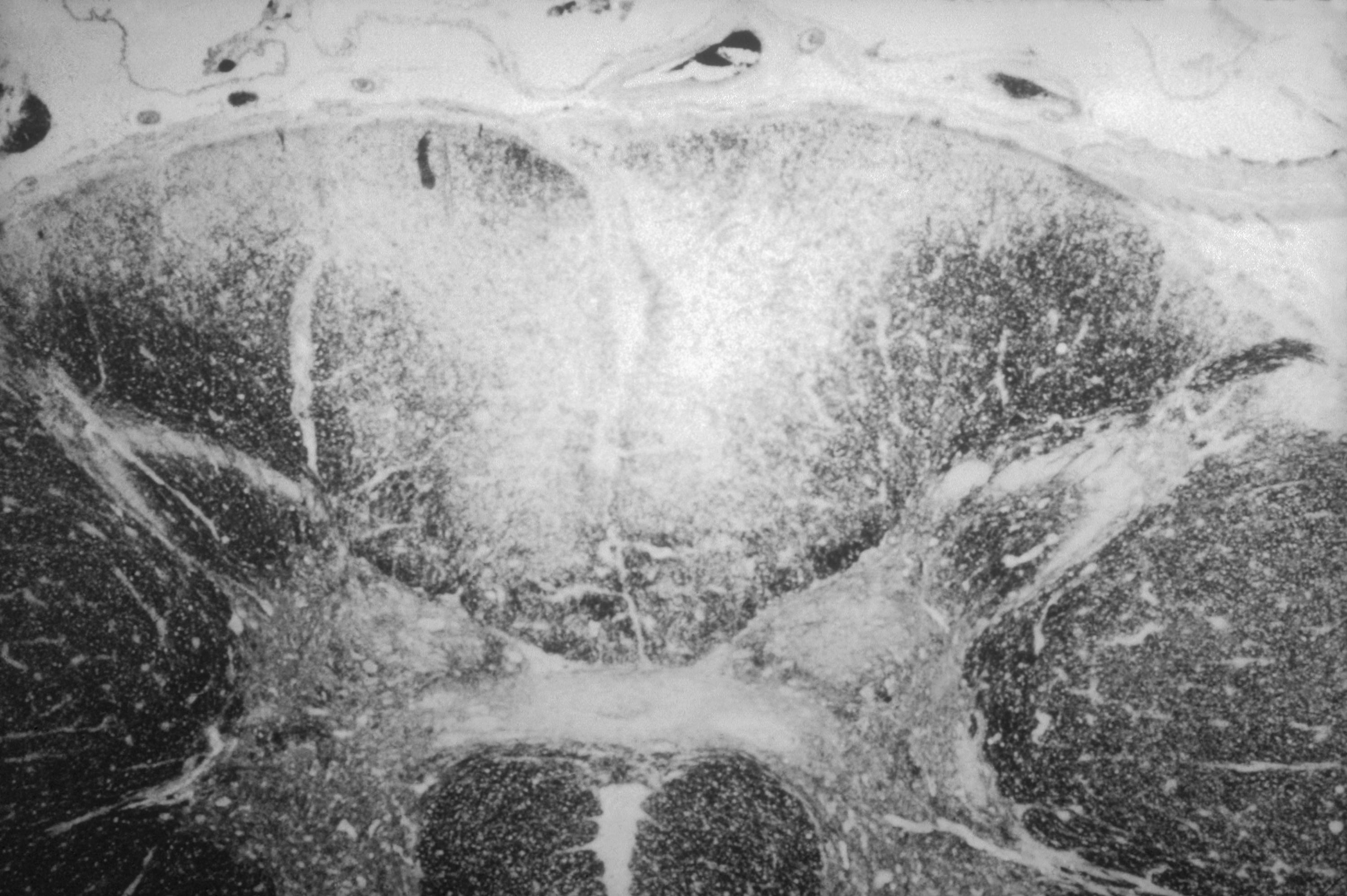
Демиелинизация задних столбов спинного мозга, известная как Tabes Dorsalis или табетический нейросифилис. Увеличение 450Х

Психические нарушения при прогрессивном параличе сопровождаются множественной неврологической симптоматикой. Одним из ранних признаков являются зрачковые симптомы: стойкая анизокория с миозом и деформацией зрачков в сочетании с симптомом Аргайла Робертсона — ослаблением или отсутствием фотореакции при сохранении реакции на аккомодацию и конвергенцию, патогномоничным для люэтического поражения ЦНС. Важным признаком является дизартрия: больной не в состоянии чисто артикулировать отдельные фразы; во время произношения слов он как бы спотыкается на слогах. Помимо дизартрии встречается логоклония. Она характеризуется неоднократным повторением последнего слога в слове, например «моне-та-та-та-та». Часто наблюдается двусторонний парез лицевого нерва. В этом случае лицо больного маскообразно с вялым и бессмысленным выражением, тонкие мимические движения исчезают вообще. Речь гнусавая из-за паралича мягкого неба. Язык показывается неуверенно, на нём заметны подергивания отдельных мышечных пучков. Постепенно дизартрия нарастает, речь становится всё более невнятной, смазанной, а затем и малопонятной. Расстраивается и почерк: строчки при письме становятся неровными (то взлетают вверх, то падают вниз), наблюдаются пропуски букв. Сами буквы неодинаковы, с углами вместо закруглений, они пропускаются или некстати повторяются.
Нарушается также трофика тканей больных прогрессивным параличом. У них наблюдаются повышенная ломкость костей, выпадение волос, отёки, образование трофических язв. Несмотря на чрезмерный аппетит, отмечается резкое прогрессирующее истощение больных.
При неврологическом обследовании обнаруживаются на стадии деменции те же расстройства, что и в стадии расцвета болезни, однако, они протекают заметно тяжелее, значительно чаще возникают припадки, развиваются инсульты с последующими стойкими парезами, параплегиями, афазией и апраксией, нередко приводящие к летальному исходу. В соматическом статусе обращают на себя внимание резкое похудение, многочисленные трофические язвы, ломкость костей, паралич мочевого пузыря, пролежни.

## Причины скорой смерти
Причинами смерти являются интеркуррентные заболевания (пневмония, сепсис) или сифилитическое поражение жизненно важных органов (разрыв аневризмы аорты, кровоизлияние в мозг и т. п.).

## Лечение
С 1940-х годов основной метод лечения прогрессивного паралича — пенициллинотерапия. В 50 % случаев развиваются качественные ремиссии, однако у больных могут наблюдаться хронические экспансивные состояния, стационарные деменции, психотические варианты дефекта. При непереносимости пенициллина используются эритромицин в комбинации с курсами бийохинола или бисмоверола.